# جان بيتس
جان بيتس (بالإنجليزية: Jean Betts)‏ هي كاتِبة ومخرجة وممثلة نيوزيلندية، ولدت في 1955.